# USS Huntington (CL-107)
USS Huntington (CL-107), en lätt kryssare av Fargo-klass som tjänstgjorde i den amerikanska flottan.
Huntington sjösattes av New York Shipbuilding Corporation, Camden, New Jersey, den 8 april 1945 och togs i bruk den 23 februari 1946.

## Tjänstgöring
Efter sjötester vid Guantánamobasen i Kuba seglade Huntington från Philadelphia den 23 juli 1946 för att tjänstgöra i 6:e flottan i Medelhavet. Under kryssningen besökte hon många hamnar, bland annat Neapel, Malta, Villefranche och Alexandria, och hjälpte till att stabilisera den instabila situationen i Europa efter andra världskrigets slut. Hon seglade från Gibraltar den 8 februari 1947 och deltog i övningar utanför Guantánamobukten, stannade i Norfolk och Newport, Rhode Island, och lämnade den sistnämnda hamnen den 20 maj 1947 för en ny tjänstgöringsperiod i Medelhavet.
Huntington återvände den 13 september 1947 och lämnade Philadelphia den 24 oktober med personal från flottans reserv för övningar utanför Bermuda och Newfoundland fram till den 14 november 1947. Fartyget gick sedan igenom en omfattande översyn vid Philadelphia Naval Shipyard fram till den 12 april 1948. Under denna period tog kapten Arleigh Burke, blivande CNO, över befälet i december 1947 till december 1948. Efter att ha återvänt till Norfolk den 27 april efter sin kryssning i Karibien seglade Huntington till Newport och skickades återigen till Medelhavet den 1 juni 1948.
Huntington besökte en rad olika hamnar under juni-augusti 1948 och efter att ha passerat Suezkanalen den 22 september påbörjade hon en rundresa i Afrika och Sydamerika och anlände till Buenos Aires i Argentina den 6 november. Där fick fartyget ett officiellt besök av president Juan Perón och fortsatte till Uruguay där det fick ett liknande besök av president Luis Berres den 10 november. Huntington anlöpte Rio de Janeiro och Trinidad innan det återvände från denna kryssning den 8 december 1948.
Kryssaren gjorde en kort kryssning från Philadelphia till Karibien, återvände till Newport den 22 januari och togs ur bruk den 15 juni 1949. Den 1 september 1961 ströks hon slutligen från flottans register efter att ha varit i reserv, och såldes till Boston Metals, Baltimore, Maryland, den 16 maj 1962 för skrotning.